# 在壳和离壳
物理上，特别是量子场论中，物理系统的满足经典运动方程的位形称为在壳的，而其它的则称为离壳的。
例如，在经典力学上的作用量表达中，变分原理的极值解是在壳的，而欧拉-拉格朗日方程就是在壳方程（也即，它们在离壳的情况不成立）。诺特定理也是在壳定理。

## 质量壳
该术语来自质量壳，也就是质量双曲面，它表示表述如下方程的解的能量－动量空间中的双曲面。
{\displaystyle E^{2}-|{\vec {p}}\,|^{2}c^{2}=m^{2}c^{4}}
这描述了静质量为m的粒子的能量E和动量p的组合在经典狭义相对论中所允许的取值范围；这里的c是指光速。质量壳方程经常用四维动量来表达，并使用愛因斯坦求和約定和c = 1的单位制，也就是{\displaystyle p^{\mu }p_{\mu }=m^{2}}或者{\displaystyle p^{2}=m^{2}}。
费曼图中和内部传播子相关的虚拟粒子通常允许离壳，但该进程的幅度通常随着远离壳而减小；传播子通常在质量壳上有奇异点。
关于离壳集的常见误解是它们违反能量守恒，但是实际上它们不违反能量守恒－因为能量不能在任意小的时间段内精确定义（参看测不准原理）。能量定义在越长的时间段内，它可以定义得越精确。因此，虚拟粒子的能量是测不准原理所允许的任意值（粒子的能量乘上它們存在的時間小於普朗克常數）。
（在讨论传播子的时候，满足方程的E的负值被视为在壳的，虽然经典理论不允许粒子的能量为负值。这是因为传播子将在一个方向承载能量和它的反粒子在另一个方向承载能量的情况总和到一个表达式中；负和正的在壳E不过就是表达了正能量的不同方向的流动。）